# Klášter Cîteaux
Klášter Cîteaux je trapistické opatství poblíž Dijonu ve Francii, dřívější zakládací a správní centrum cisterciáckého řádu. Založil je v roce 1098 svatý Robert, opat z Molesme, jako benediktinskou fundaci, brzy se však od benediktinů oddělilo a stalo se prvním klášterem nového cisterciáckého řádu.
Téměř sedm set let bylo centrem řádu: každoročně se v něm konala generální kapitula a jeho opat byl zároveň generálním opatem řádu. Na konci 18. století bylo za francouzské revoluce zrušeno a prodáno francouzskou vládou, na konci 19. století byly pozemky vykoupeny cisterciáky přísné observance (trapisté) a opatství obnoveno v rámci jejich řádu.

## Historie

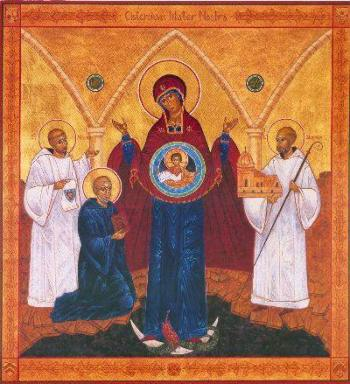
Fundátoři kláštera Cîteaux

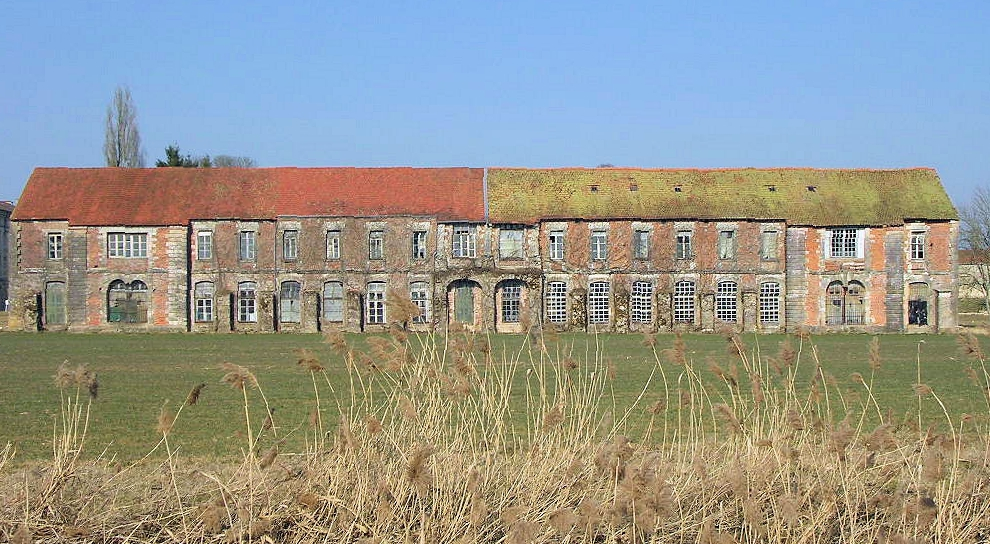
Budova ze 17. století postavená za opata Doma Jeana Petita

Během reformy benediktinského řádu se několik mnichů z benediktinského kláštera Molesme pod vedením svatého Roberta vydalo do neosídlené krajiny. Dvacet kilometrů od Dijonu, na staré římské cestě v místě zvaném Cîteaux, založili mniši 21. března 1098 nový klášter a pojmenovali ho podle milníku Cistercium. Tento název se později vžil pro celý nově vzniklý mnišský řád.
Klášter Cîteaux se stal mateřským klášterem všech nově vzniklých klášterů cisterciáckého řádu, které k němu zaujímaly podřízené postavení. Organizace řádu byla pevně spojena filiačními vazbami a opat v Cîteaux byl nejvýše postavenou osobou řádu, což se projevovalo i pravidelným zasedáním generální kapituly. Každoročně se 14. září sjeli opati ze všech dceřiných klášterů do Cîteaux a jednali o potřebách řádu.
O významu kláštera svědčí, že si jej jako místo posledního odpočinku vybrala řada burgundských vévodů. Pohřebiště bylo zničeno během francouzské revoluce. Bývá srovnáváno s nekropolí francouzských králů v Saint-Denis.
Z hlavního kláštera v Cîteaux se dochovalo jen několik budov z 16.–18. století, stavby z doby jeho založení byly rozebrány na kámen.
Klášter obývá asi třicet mnichů. V klášterní mlékárně se vyrábí sýr nesoucí jméno opatství. Klášter je možné navštívit, ale prohlídky s průvodcem se konají pouze od května do září v některých dnech a s omezeným počtem účastníků.